# Sexorcism
Sexorcism je deveti studijski album finskog hard rock/heavy metal sastava Lordi. Album je 25. svibnja 2018. godine objavila diskografska kuća AFM Records.

## Popis pjesama
Tekstovi: Mr Lordi i Tracy Lipp, osim za pjesmu "SCG9: The Documented Phenomenon", čiji su tekst napisali s Ralphom Ruizom. 
| 1.    | »Sexorcism«                            | Mr Lordi        | 6:52 |
| 2.    | »Your Tongue's Got the Cat«            | Mr Lordi        | 4:45 |
| 3.    | »Romeo Ate Juliet«                     | Mr Lordi        | 4:21 |
| 4.    | »Naked in My Cellar«                   | Mr Lordi, Mana  | 4:45 |
| 5.    | »The Beast Is Yet to Cum«              | Mr Lordi, OX    | 4:50 |
| 6.    | »Polterchrist«                         | Mr Lordi        | 5:23 |
| 7.    | »SCG9: The Documented Phenomenon«      | Mr Lordi        | 1:14 |
| 8.    | »Slashion Model Girls«                 | Mr Lordi        | 5:25 |
| 9.    | »Rimskin Assassin«                     | Mr Lordi, OX    | 4:50 |
| 10.   | »Hell Has Room (No Vacancy in Heaven)« | Mr Lordi, Amen  | 5:04 |
| 11.   | »Hot & Satanned«                       | Mr Lordi, OX    | 4:33 |
| 12.   | »Sodomesticated Animal«                | Mr Lordi        | 4:23 |
| 13.   | »Haunting Season«                      | Mr Lordi, Hella | 6:15 |
| 62:40 |                                        |                 |      |

## Zasluge
Lordi
- Mr Lordi – vokali, naslovnica, omot albuma, ilustracije
- Amen – gitara
- OX – bas-gitara
- Mana – bubnjevi
- Hella – klavijature

Ostalo osoblje
- Mikko Karmila – produkcija, snimanje, miksanje
- Mika Jussila – mastering
- Eero Kokko – fotografija